# Шарк
„Шарк“ е енергийна напитка, произвеждана от тайландската компания Osotspa Company Limited.
Продава се в над 80 държави с разнообразие от вкусови комбинации.
Подобно на други енергийни напитки, тази съдържа кофеин, таурин, екстракт от гуарана, инозитол и B-витамини. Съдържа също така лизин.
Според информация от производителя използва естествено извлечен кофеин от кафени зърна.